# ستيف سميث (لاعب كرة قدم أمريكية أمريكي)
ستيف سميث (بالإنجليزية: Steve Smith)‏ هو لاعب كرة قدم أمريكية أمريكي، ولد في 29 مايو 1944 في سانت لويس في الولايات المتحدة.

## وصلات خارجية
- ستيف سميث على موقع مرجع كرة القدم المحترفة.كوم (الإنجليزية)